# Unione Sportiva Pistoiese 1921
A Unione Sportiva Pistoiese antes Associazione Calcio Pistoiese é um clube de futebol italiano da cidade de Pistoia que disputa a Lega Pro. Disputou uma vez a Série A e 10 vezes a Série B.

## História
O clube foi fundado em 1921. 

## Notáveis futebolistas
- Adrian Madaschi
- Massimiliano Allegri
- Francesco Baiano
- Mauro Bellugi
- Paolo Benedetti
- Sergio Borgo
- Sergio Brio
- Vito Chimenti
- Mario Frustalupi
- Francesco Guidolin
- Nicola Legrottaglie
- Marcello Lippi
- Lido Vieri
- Andrea Barzagli